# 高建成
高建成（1965—1998），中国人民解放军某高炮团225营一连指导员。原为飞行员，后因健康原因转入高炮部队。1998年8月1日，随部队参加九八抗洪，在湖北省嘉鱼县牺牲，后被中国官方授予“抗洪英雄”称号。